# Graeme Shinnie
Graeme Shinnie (ur. 4 sierpnia 1991 r. w Aberdeen) – szkocki piłkarz występujący na pozycji obrońcy lub pomocnika w Aberdeen F.C.